# Parada de Parque Jurado Lorca
Parque Jurado Lorca era una parada del Tranvía de Vélez-Málaga. Estaba ubicada en la Calle Magallanes, en Vélez-Málaga. Cerró en 2012, junto con el resto de la red. Esta es la última parada de la 1ºFase del tranvía, hay más paradas que pertenecen a la 2ºFase, pero estas nunca entraron en funcionamiento.

## Líneas y conexiones
| Paseo Larios   | Barrio de la Legión | Parque Jurado Lorca |
| final de línea |                     |                     |

Muy próxima a la parada de tranvía, hay una parada de autobús por la que pasan las siguientes líneas de los Autobuses Urbanos de Vélez-Málaga:
- Vélez Málaga - Torre del Mar
- Vélez Málaga - Torre del Mar - Almayate
- Vélez Málaga - Torre del Mar - Caleta de Vélez